# Зилупе (станция)
Зи́лупе (латыш. Zilupe) — железнодорожная станция в Латвии, на линии Резекне II — Зилупе. Находится на территории города Зилупе. Является одной из пограничных станций Латвийской железной дороги.

## История
Станция открыта одновременно с участком Москва — Крейцбург Московско-Виндавской железной дороги. Кроме пассажирского здания здесь построили 5-местное оборотное паровозное депо, дом отдыха локомотивных бригад на 24 человека, дом отдыха для четырёх кондукторских бригад (20 человек), ряд жилых домов для станционных служащих и начальное училище для детей железнодорожников.
В 1906 году к вокзалу пристроили буфет. Первое название станции, «Розеновская», связано с тем, что станционный комплекс был выстроен на земле, отчуждённой у барона Розена.
В годы Второй мировой войны первоначальное здание станции было уничтожено и по окончании войны построен новый вокзал.